# Fritz Münch
Fritz Münch nato Ernest Frédéric Münch (Strasburgo, 2 giugno 1890 – Niederbronn-les-Bains, 10 marzo 1970) è stato un direttore d'orchestra francese, docente di musica e pastore luterano.

## Biografia
Nato Ernest Frédéric Münch, è stato il quarto figlio e secondo maschio dell'organista e direttore d'orchestra Ernst Münch e sua moglie Celestina. Suo fratello minore  Charles divenne anch'egli direttore d'orchestra, e suo cugino era il direttore Hans Münch.
Da bambino fu un violoncellista, descritto come "propositivo, studioso, sobrietà nel vestire e  occhialuto". Fu mandato a Parigi per un anno per migliorare il suo francese (la lingua madre era alsaziana, ma studiava il tedesco a scuola e il francese con sua madre), e poi iniziò lo studio della musica al conservatorio di Strasburgo. Seguì poi studi musica e teologia a Lipsia, Berlino e Parigi.
Divenne professore di storia della musica al conservatorio di Strasburgo e alla fine succedette a suo padre come direttore della scuola nel 1929, in cui continuò a lavorare fino al suo ritiro nel 1960. Come direttore introdusse lezioni di direzione orchestrale e di coro che lui stesso dirigeva, e tra le altre sue innovazioni didattiche vennero introdotte lezioni di sassofono e l'uso del grammofono durante le lezioni. Con l'intento di assicurare che gli studenti fossero buoni maestri e artisti, nel 1934, creò anche un corso di pedagogia musicale. Uno dei suoi allievi fu Ernest Bour.
Succedette a suo padre come direttore del celebre Chœur Saint-Guillaume della chiesa di San Guglielmo nel 1924. Durante questo periodo programmò l'esecuzione di diverse come Le stagioni di Haydn, il Requiem di Mozart (con la quale inaugurò le trasmissioni di Radio Strasbourg l'11 novembre 1930), e, tra i compositori contemporanei, diresse Debussy, Schmitt, Stravinsky e specialmente Honegger. Diresse la prima a Strasburgo dell'Ode di Nicolas Nabokov nel 1931, l'Abendkantate di Léon Justin Kauffmann nel 1942 e lo Stabat Mater di Poulenc nel 1951. Terminò la sua carriera, come direttore del coro, nel 1962 con la Passione secondo Matteo a Strasburgo e quindi con Les Cris du Monde e la Sinfonia liturgica di Honegger al Festival di Zurigo.
Nel corso della carriera realizzò diverse registrazioni discografiche, di opere di Bach e Honegger, molto spesso riprese dalla radio.
Münch fu anche direttore dei concerti municipali di Strasburgo nel periodo 1945–49, e dell'Istituto di musicologia (1949-1958).
Il 25 settembre 1944 l'edificio del conservatorio fu colpito da una bomba; Fritz aveva fatto spostare i membri della sua famiglia e gli studenti nella sala dei concerti, ma sua moglie e due dei suoi figli furono uccisi dalla bomba.